# 포조아카이아노
포조아카이아노(이탈리아어: Poggio a Caiano)는 이탈리아 토스카나주 프라토도에 있는 코무네다. 프라토에서 남쪽으로 9km 거리에 있다.

## 자매 도시
- 미국 샬러츠빌
- 사하라 아랍 민주 공화국 아그누이트